# Raionul Blagujevo, județul Odesa
Raionul Blagujevo a fost unul din cele patru raioane ale județului Odesa din Guvernământul Transnistriei între 1941 și 1945.